# Palazzo del Governo del Perù
Il Palazzo del Governo del Perù (in spagnolo: Palacio de Gobierno), noto anche come Casa di Pizarro, è la sede del ramo esecutivo del governo peruviano e la residenza ufficiale del Presidente del Perù. Il palazzo occupa il lato settentrionale di Plaza Mayor a Lima. 
Il palazzo fu fatto costruire da Francisco Pizarro governatore della Nuova Castiglia nel 1535. Quando la carica di viceré del Perù fu istituito nel 1542, ne divenne la residenza e anche sede del governo. Le modifiche più recenti all'edificio furono effettuate negli anni 30, sotto la direzione del presidente Óscar R. Benavides durante il suo secondo mandato.